# Helmut Bonheim
Helmut Bonheim (* 6. Januar 1930 in Danzig; † 13. Februar 2012 in Köln) war ein deutsch-US-amerikanischer Anglist und Professor an der Universität zu Köln.

## Leben
Bonheim wanderte mit seinen Eltern 1938 wegen rassischer Verfolgung in die Vereinigten Staaten von Amerika nach Columbus (Ohio) aus. Er studierte in New York (1951 B.A., 1952 M.A.), von 1956 bis 1958 als Fulbright-Stipendiat in Wien und schloss 1959 mit einer Promotion an der University of Washington in Seattle ab. Danach nahm er Lehrtätigkeiten an der University of California, Santa Barbara, und von 1963 bis 1965 eine Gastprofessur für englische Literatur an der Ludwig-Maximilians-Universität München wahr. Von dort berief ihn 1965 die Universität zu Köln auf eine ordentliche Professur für Anglo-Amerikanische Philologie. 1995 wurde er emeritiert.
Bonheim starb 2012 im Alter von 82 Jahren. Er wurde auf dem Kölner Melaten-Friedhof beigesetzt.

## Wirken
Bonheim vertrat das Fach in einer umfassenden philologischen Manier mit einem deutlichen breiten literaturwissenschaftlichen Schwerpunkt von Shakespeare bis James Joyce. Seine sprachwissenschaftlichen Arbeiten beschäftigen sich mit der Textlinguistik, so sein grundlegendes Werk: The narrative Modes. Techniques of the Short Story (Cambridge: Brewer 1982). Er kümmerte sich aber auch um praktische Fragen, so bei der Entwicklung eines Sprach- und Wissenstestes für die Auswahl von Anglistik-Stipendiaten für ein DAAD-Stipendium. Er war es auch, der jährlich für seine Studierenden Theaterfahrten nach Stratford-upon-Avon organisierte und jeweils auch selbst leitete. Auf Grund seiner vielen internationalen Verknüpfungen gründete er als Pionier eines der größten Austauschnetze im Rahmen des Erasmus-Programms mit englischen und irischen Hochschulen. Gleichzeitig wurde in Köln ein beispielhaftes Betreuungsnetz für die Gaststudenten aufgebaut.

## Ehrungen
Bonheim war Träger des Großen Bundesverdienstkreuzes.